# Birgitte Raaberg
Pour les articles homonymes, voir Raaberg.
Birgitte Raaberg, née le 26 septembre 1954 à Frederiksberg (Danemark), est une actrice danoise.

## Biographie
Birgitte Raaberg est diplômée de l'école du théâtre d'Aarhus en 1981. En plus des rôles dans ce théâtre, elle est également associée aux Nørrebros Teater, Odense Teater, Østre Gasværk Teater, Betty Nansen Teatret, Det Ny Teater et participe à un certain nombre de revues, dont Hjørring Revyen et Tivoli Revyen.
Elle a joué dans plus de 35 pièces dont, notamment, Gidslet, Pariserliv, Les Misérables, Det er vel mit liv, Elskende i et fodgængerfelt, Husker du Mai, Chicago, Sunday in the Park with George et Kvindernes hævn.
À la télévision, elle apparait dans les séries Begær, Lighed og broderskab et Madsen og Co. Au cinéma, elle est connue pour son rôle de Susan Sky Blue dans Midt om natten (1984), qui lui vaut un Bodil de la meilleure actrice dans un second rôle.
Elle apparait dans L'Hôpital et ses fantômes (Riget I, 1994), The Ballad of Holger Danske (1996), L'Hôpital et ses fantômes ( $Riget II, 1997), série pour laquelle elle reçoit un deuxième Bodil du meilleur second rôle pour son rôle du docteur Judith, Klinkevals (1999) et Hotellet (2002).
Elle prête sa voix à des personnages de dessins animés dans, entre autres, la série télévisée Les Animaux du Bois de Quat'sous (Dyrene fra Lilleskoven).

## Filmographie partielle

### Au cinéma
- 1984 : Midt om natten (da) : Susan Himmelblå (Bodil de la meilleure actrice dans un second rôle)
- 1985 :  Yellow Pages : Dr. Enders
- 1996 : Balladen om Holger Danske (da) : Freja (voix)
- 1999 : Klinkevals (da) : Syngepige, Bakkens Hvile
- 1999 : Din for altid (da) : Tove  (court métrage)
- 1999 : Tarzan : Kalae (doublage)
- 1999 : Klods Hans (da) : voix (court métrage)
- 2005 : Dommeren : journaliste
- 2008 : I'll Come Running : Mette Juul
- 2013 : Olsen Banden på dybt vand (da) : Kriminaltekniker Kirsten / Politichef (voix)
- 2018 : Hodja fra Pjort (da) : Mother

### À la télévision
- 1985 : Klitgården : Freja (épisode 3)
- 1990 : Begær, lighed og broderskab : Birgit Iversen, Anders' ægtefælle
- 1995-1996 : Landsbyen : læge (épisodes 19-30)
- 1994 : L'Hôpital et ses fantômes (Riget I) : docteur Judith Petersen (saison 1, les 4 épisodes)
- 1996-2000 : Madsen og Co. : bankfilialbestyrer Susanne Madsen, Mogens' ægtefælle
- 1997 : L'Hôpital et ses fantômes (Riget II) : docteur Judith Petersen (saison 2, les 4 épisodes), Bodil de la meilleure actrice dans un second rôle
- 2001-2002 : Hotellet : Cecilie Bang-Norvik
- 2002 : L'Hôpital et ses fantômes (Riget III) : docteur Judith Petersen (saison 3, 5 épisodes). Les décès d'Ernst-Hugo Järegård et de Kirsten Rolffes ont eu pour conséquence l'annulation de la série.
- 2007-2009 : 2900 Happiness : la psychologue Bente Brix (saison 2)